# Kazi Salahuddin
Kazi Salahuddin (en bengalí: কাজী সালাউদ্দিন; Dhaka, Bengala Oriental; 23 de septiembre de 1953) es un exfutbolista, entrenador de fútbol y dirigente deportivo de Bangladés que jugaba en la posición de delantero. Considerado como uno de los mejores futbolistas de Bangladés de todos los tiempos y el primer atleta profesional del país, actualmente es el presidente de la Federación de Fútbol del Sur de Asia.

## Carrera

### Club
| Periodo   | Club                |
| --------- | ------------------- |
| 1968      | Dilkusha SC         |
| 1969      | Wari Club Dhaka     |
| 1970–1972 | Mohammedan SC Dhaka |
| 1972–1975 | Abahani             |
| 1975–1976 | Caroline Hill FC    |
| 1976–1984 | Abahani             |

### Selección nacional
Debutó con Bangladés el 26 de julio de 1973 en el Torneo Merdeka en el empate 2-2 ante Tailandia. Estuvo en los Juegos Asiáticos de 1978 en Tailandia y en la Copa Asiática 1980 en Kuwait donde anotó el primer gol de la selección en la Copa Asiática en la derrota ante Corea del Norte por 2-3.
Debido a su arresto en 1982 junto al resto de jugadores del Abahani Limited Dhaka durante el Septiembre Negro no pudo unirse a la selección para los Juegos Asiáticos de 1982, por lo que no pudo jugar más con la selección nacional, con la que anotó ocho goles en 27 partidos.

### Entrenador
| Periodo   | Club            |
| --------- | --------------- |
| 1985–1987 | Abahani         |
| 1985–1986 | Bangladés       |
| 1988      | Bangladés       |
| 1992–1994 | Abahani         |
| 1993–1994 | Bangladés       |
| 1994      | Muktijoddha SKC |

## Logros

### Jugador
Dilkusha
- Segunda División de Dhaka: 1968

Mohammedan SC
- Independence Cup: 1972

Abahani Krira Chakra
- Liga de Dhaka: 1974, 1977, 1979, 1983, 1984.
- Federation Cup; 1982,1984

### Entrenador
Abahani Krira Chakra
- Liga de Dhaka: 1985, 1992
- Federation Cup: 1985

Muktijoddha SKC
- Federation Cup: 1994

### Individual
- Goleador de la Segunda División de Dhaka: 1968
- Goleador de la Liga de Dhaka: 1973, 1977, 1979, 1980
- Premio al Mejor Futbolista por la Sports Writers Association: 1979
- Premio al Mejor Entrenador por la Sports Writers Association: 1992
- Premio del Día de la Independencia: 1996